# Hans Kreuzer
Hans Kreuzer (* 10. März 1911 in Breslau; † 8. September 1988 in Abbensen in der Wedemark) war ein deutscher Chemigraf und Maler. Er malte und zeichnete in den Wiederaufbaujahren vor allem an Baustellen in der niedersächsischen Landeshauptstadt Hannover und erhielt dadurch den Beinamen „Aufbaukreuzer“.

## Leben
Der noch zur Zeit des Deutschen Kaiserreichs im Jahr 1911 Breslau geborene Hans Kreuzer absolvierte in seiner Geburtsstadt zunächst die Schule und anschließend eine Ausbildung zum Chemigrafen. In der Folge blieb er zeitweilig weiterhin im Druckgewerbe tätig. Er studierte Malerei an der Staatlichen Akademie für Kunst und Kunstgewerbe Breslau als Schüler von unter anderem Georg Muche und Max Friese. 1937 beteiligte er sich an der „4. Schlesischen Kunstausstellung“ in Breslau, wo er 1939 ein eigenes Atelier eröffnete. In seiner Heimatstadt war er insbesondere als Landschafts- und Porträtmaler gefragt.
Im Zweiten Weltkrieg wurde Kreuzer erst 1942 als Soldat eingezogen und wurde an der Grenze zu den Niederlanden stationiert. 1944 heiratete er Eva Behrens (1918–2016), eine Tochter von Anna Pape, die in zweiter Ehe mit dem Schauspielintendanten Alfons Pape verheiratet war.
Schließlich geriet Kreuzer jedoch in Kriegsgefangenschaft. Er wurde erst in Unna, dann im Ortsteil Friedland in der Gemeinde Dornum in Ostfriesland interniert. Unter der Britischen Militärregierung wurde Kreuzer 1945 freigelassen und fand anschließend – nachdem er nicht nach Breslau zurückkehren konnte – in Abbensen in der Wedemark ein neues Zuhause.
Im Alter von 38 Jahren begann Hans Kreuzer, der die nachmalige niedersächsische Landeshauptstadt nicht vor ihrer Zerstörung durch die Luftangriffe auf Hannover kennen gelernt hatte, in der Zeit des (Wieder-)Aufbaus malerisch zu begleiten. Von 1950 bis 1966 hielt Kreuzer die Bauarbeiten der Stadt Hannover beinahe dokumentarisch fest, indem er bis in die 1970er Jahre hinein mit großer Detailgenauigkeit Baustellen der Stadt malerisch und zeichnerisch festhielt. Er wurde daher auch als „malender Chronist des Wiederaufbaus“ bezeichnet, der insbesondere die bauliche Neugestaltung während der Ära des Stadtbaudirektor Rudolf Hillebrecht beinahe dokumentarisch festhielt. Der „Aufbaukreuzer“ malte rund 70 Bilder pro Jahr, von denen die Stadt Hannover etliche erwarb.
1960 veranstaltete das Niedersächsische Heimatmuseum, das spätere Historische Museum Hannover, eine Sonderausstellung mit Werken Kreuzers unter dem Titel Hannoversche Baustellen 1950–1958. Zu Kreuzers 65. Geburtstag wurde in der Gemeinde Wedemark eine Ausstellung eröffnet.
Hans Kreuzer wurde in einer Urne im Familiengrab auf dem Friedhof in Helstorf beigesetzt, wo auch seine Schwiegermutter Anna Pape, sein Enkel Otto Kreuzer sowie seine Ehefrau Eva bestattet wurden.

## Bilder (Auswahl)
Im öffentlichen Besitz finden sich heute Werke Kreuzers unter anderem im Historischen Museum Hannover. Neben seinen hannoverschen Baustellen-Gemälden widmete sich Hans Kreuzer zudem der Landschafts- und Porträtmalerei und schuf ferner folgende Werke:
- Baustelle Constructa-Block, Aquarell, 1952; ausgestellt in der Ausstellung Stadtbilder vom 10. September 2013 bis zum 18. Mai 2014 im Historischen Museum Hannover[3]
- Stadtansichten-Serie von Wolfsburg, 1956